# راي هاولت
راي هاولت (بالإنجليزية: Ray Howlett)‏ هو فنان أمريكي، ولد في 1940 في لنكن في الولايات المتحدة.